# Nitin Panesar
Nitin Panesar (* 22. März 1965) ist ein englischer Badmintonspieler. 

## Karriere
Nitin Panesar belegte bei den Welsh International 1989 Rang drei im Herrendoppel. Ein Jahr später siegte er in dieser Disziplin und zusätzlich auch im Mixed bei den Portugal International. 1996 war er bei den Mauritius International erfolgreich. 

## Sportliche Erfolge
| Saison | Veranstaltung                    | Disziplin    | Platz | Name                           |
| ------ | -------------------------------- | ------------ | ----- | ------------------------------ |
| 1990   | Portugal International           | Mixed        | 1     | Nitin Panesar / Tanya Groves   |
| 1990   | Portugal International           | Herrendoppel | 1     | Peter A. Smith / Nitin Panesar |
| 1996   | Mauritius International          | Herrendoppel | 1     | Nitin Panesar / Dave Wright    |
| 2007   | All England Seniors O40          | Herrendoppel | 1     | Mike Brown / Nitin Panesar     |
| 2008   | All England Seniors O40          | Herrendoppel | 1     | Nitin Panesar / Nick Ponting   |
| 2010   | Senioren-Europameisterschaft 35+ | Herrendoppel | 2     | Nitin Panesar / Mark Topping   |
| 2010   | Senioren-Europameisterschaft 35+ | Mixed        | 1     | Nitin Panesar / Sarah Panesar  |
| 2011   | All England Seniors O45          | Herrendoppel | 1     | Mike Adams / Nitin Panesar     |